# Peter Zumthor
Peter Zumthor (26 d'abril 1943 a Basilea, Suïssa) és un dels arquitectes suïssos més importants de l'actualitat, guanyador entre d'altres del Premi Pritzker en 2009 i el Premi d'Arquitectura Contemporània Mies van der Rohe en 1998.:
Peter Zumthor és un d'aquells grans arquitectes silenciosos. Format com a fuster, l'any 1963 iniciaria els estudis d'arquitectura a la Kunstgewerbeschule de la seva ciutat natal. L'any 1970, fou nomenat arquitecte del Departament de Preservació de Monuments del cantó de Graubünden i finalment l'any 1979, obriria un petit estudi enmig dels Alps, a la petita ciutat de Haldenstein.
La seva feina, poc prolífera però d'exquisida qualitat, l'ha fet principalment al cantó suís on establiria l'estudi, malgrat els darrers anys, la projecció d'obres com l'Spa de l'Hotel Therme, a Vals o la capella de Sant Benet a Sumvitg, el portarà a treballar puntualment en alguns projectes a Alemanya o Àustria. Amb un reduït equip de no més de vint persones, Zumthor admet treballar com un escultor. No percep un projecte sense un material, al que juntament amb l'ordenament de l'espai, prioritza per sobre la forma.

## Obres representatives
- (1985-1986) Protecció d'un Jaciment Arqueològic Romà a Coira
- (1987-1989) Capella de Sant Benet, Sumvitg
- (1985-1986) Atelier Zumthor
- (1987-1990) Passadís de connexió al Museu d'Art de Coira
- (1992-1993) Residència d'ancians
- (1990-1994) Casa Gugalun
- (1989-1996) Urbanització Spittelhof
- (1990-1996) Hotel Spa Termes de Vals[5]
- (1990-1997) Museu d'Art de Bregenz
- (1997-2000) Pavelló suís a l'Expo 2000 de Hannover.
- (2007) Capella del germà Klaus, Wachendorf
- (2007) Museu Diocesà de l'Arquebisbat de Kolumba Colònia
- (2009) Leiser Ensemble, Leis/Vals, Graubünden
- (2011) Memorial Steilneset per les víctimes de caça de bruixes, Vardø
- (2011) Pavelló a la Serpentine Gallery, Londres
- (2012) Werkraum Bregenzerwald Hof 800, 6866 Andelsbuch
- (2016) Rest area/museum, mina de zinc d'Allmannajuvet
- (2018) 'Secular Retreat' summer villa for Living Architecture, Salcombe

## Galeria

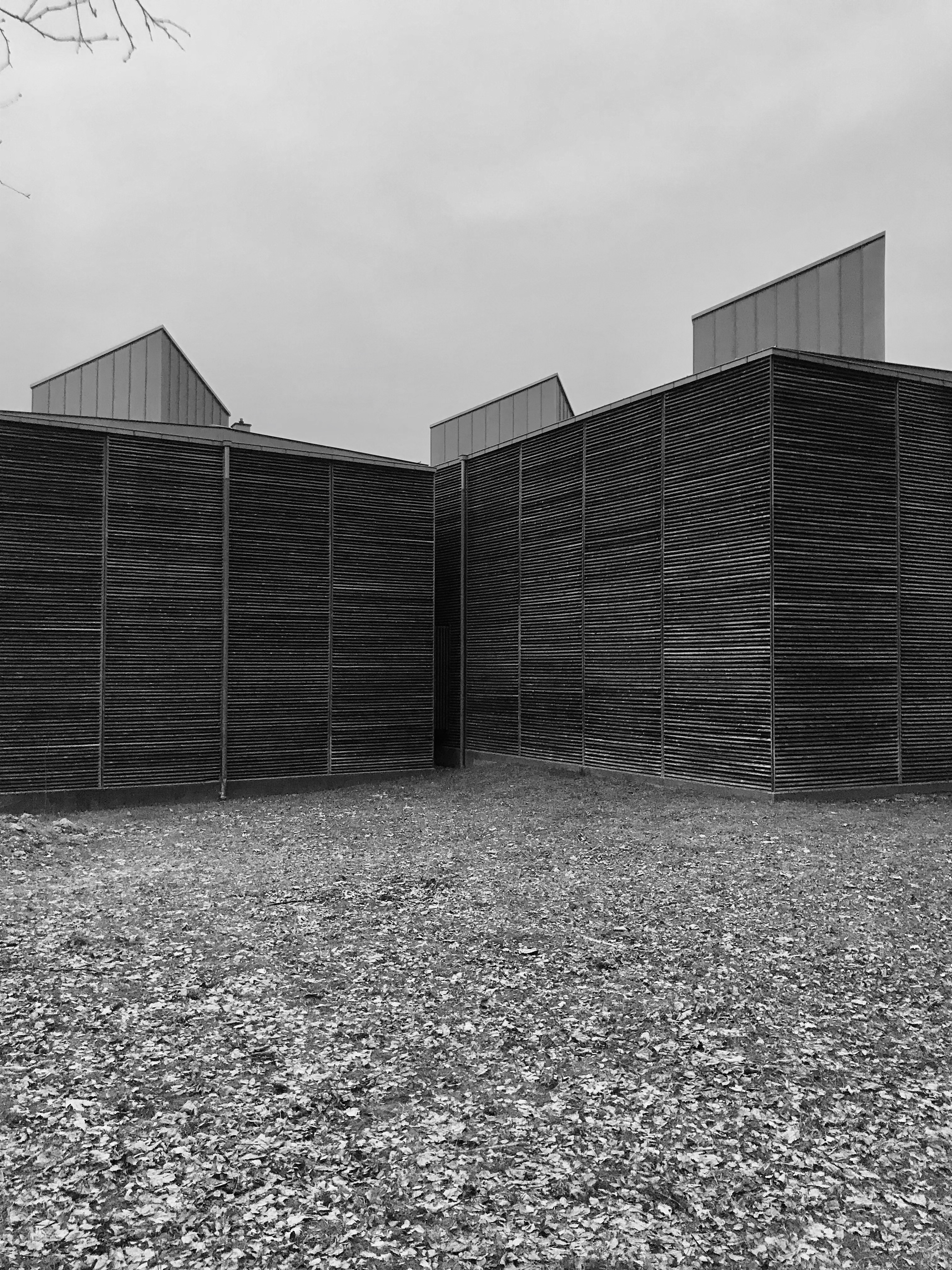
Protecció d'un Jaciment Arqueològic Romà a Coira
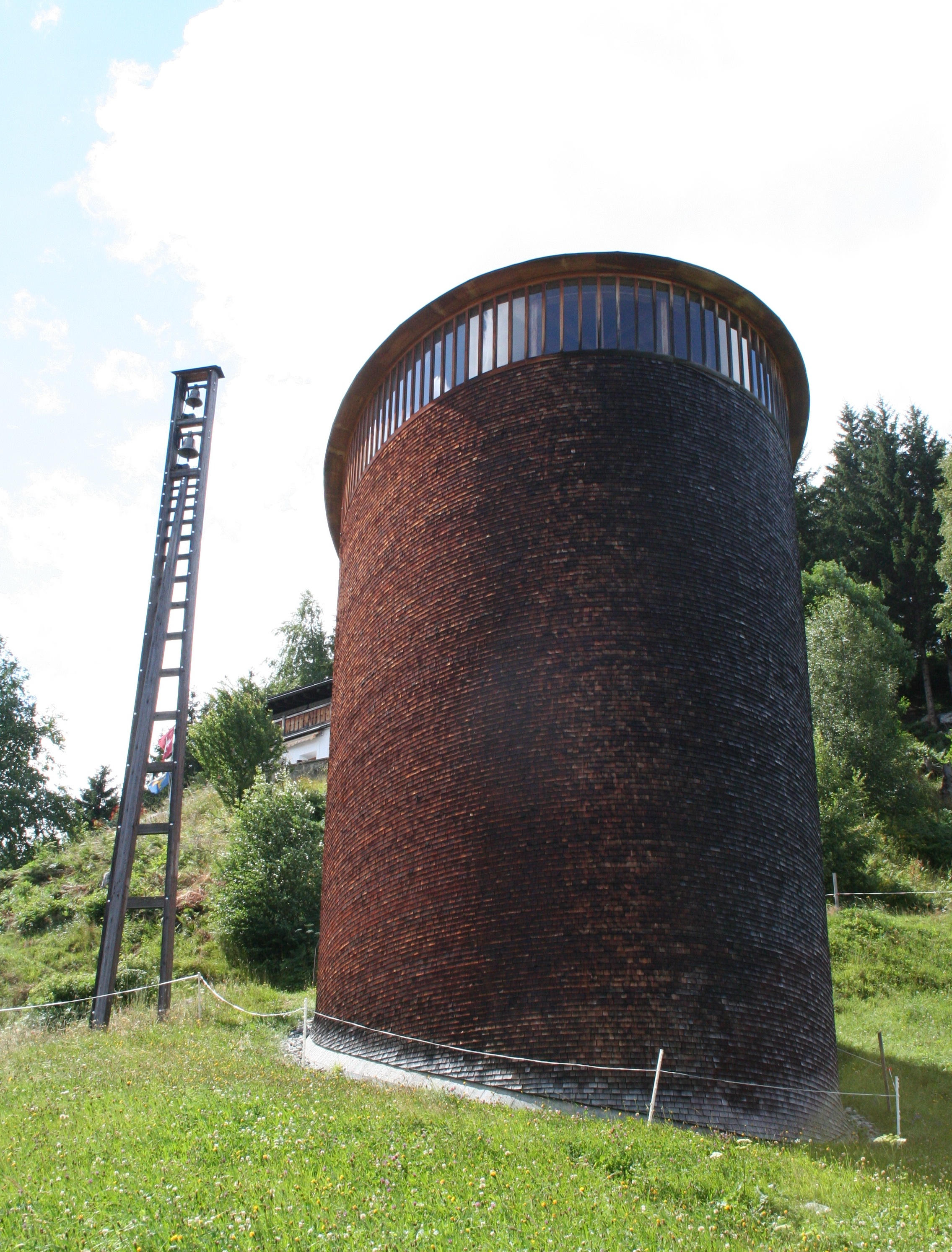
Capella de Sant Benet, Sumvitg
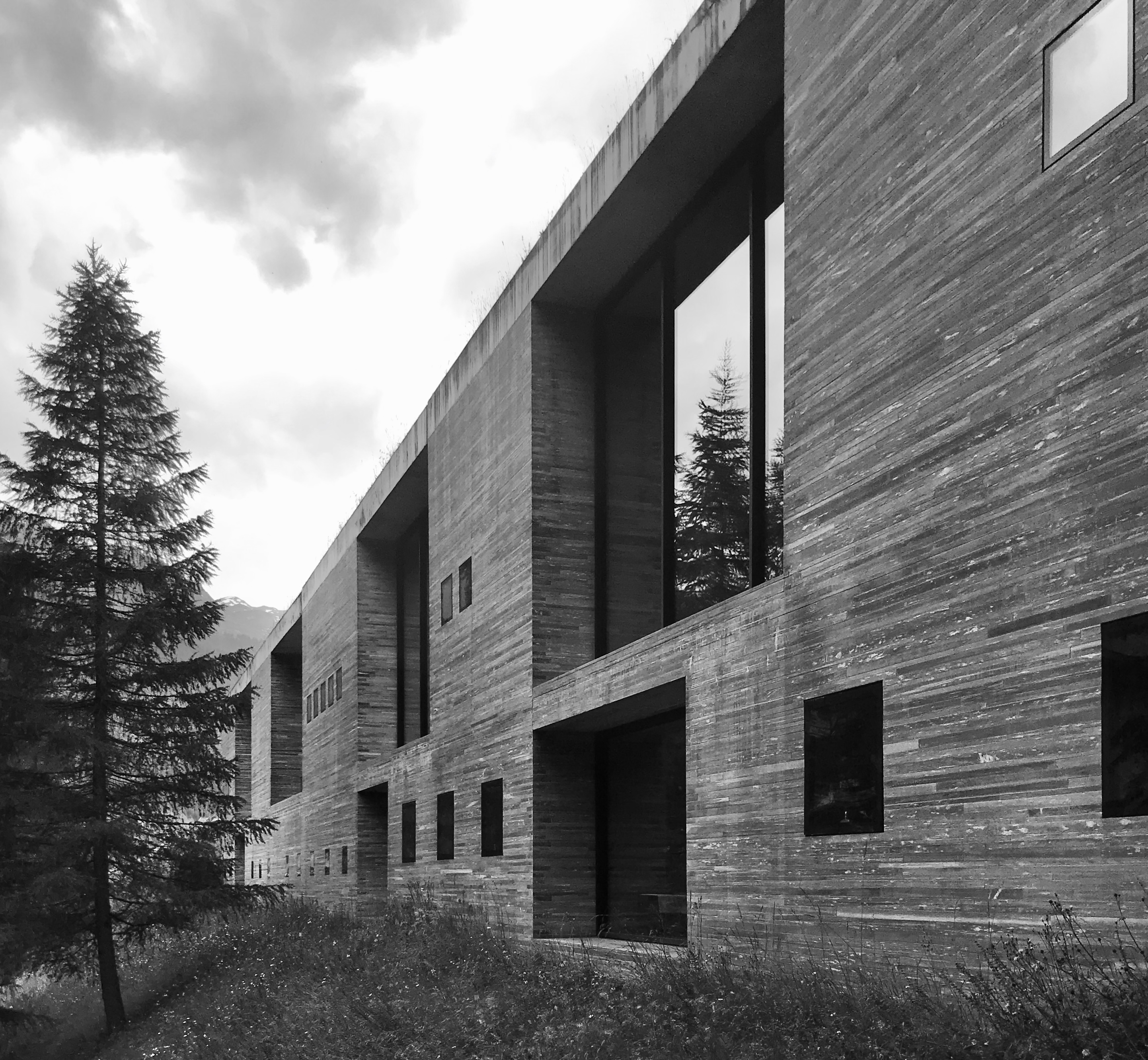
Termes de Vals
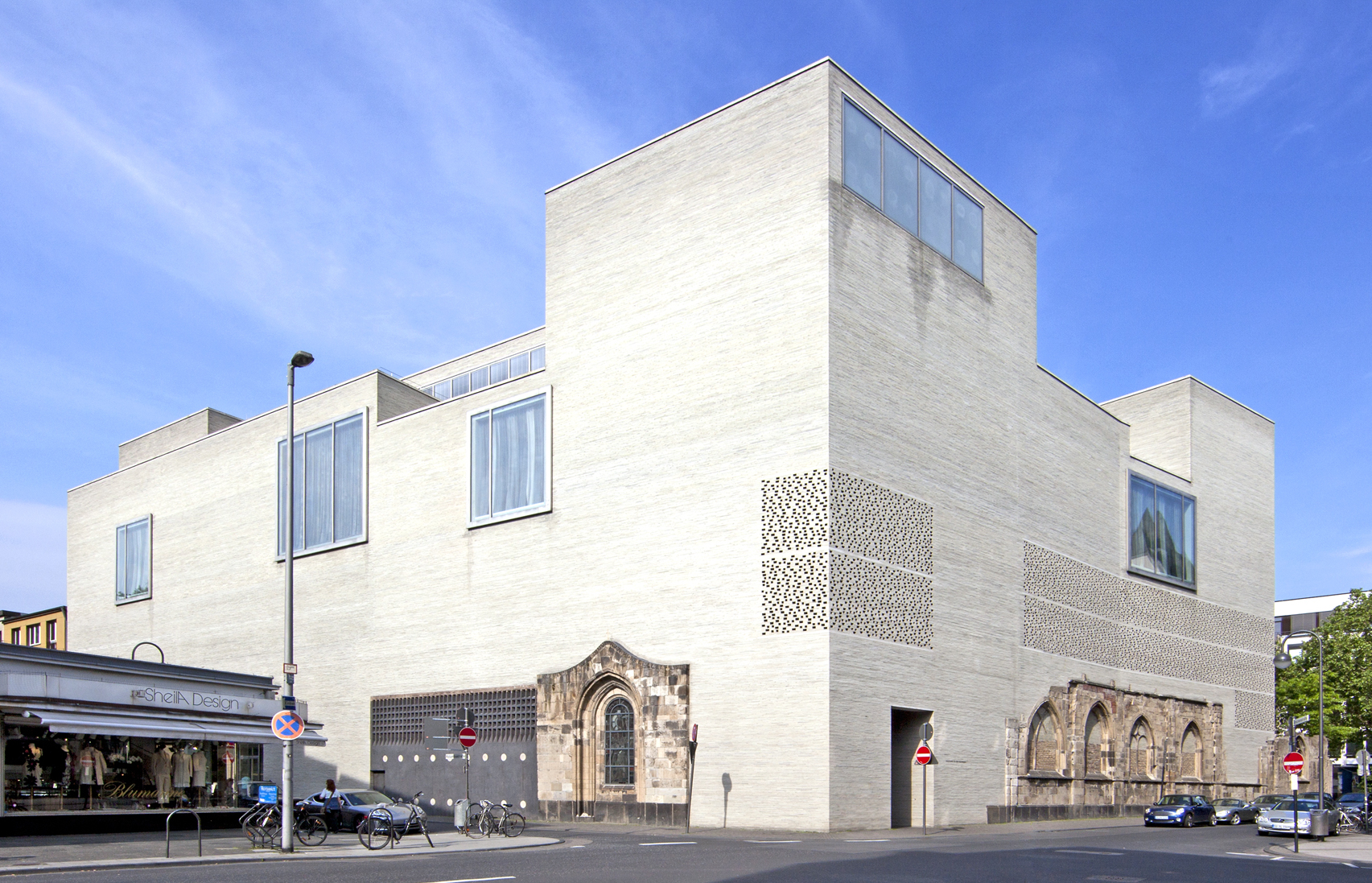
Museu Diocesà de l'Arquebisbat de Kolumba
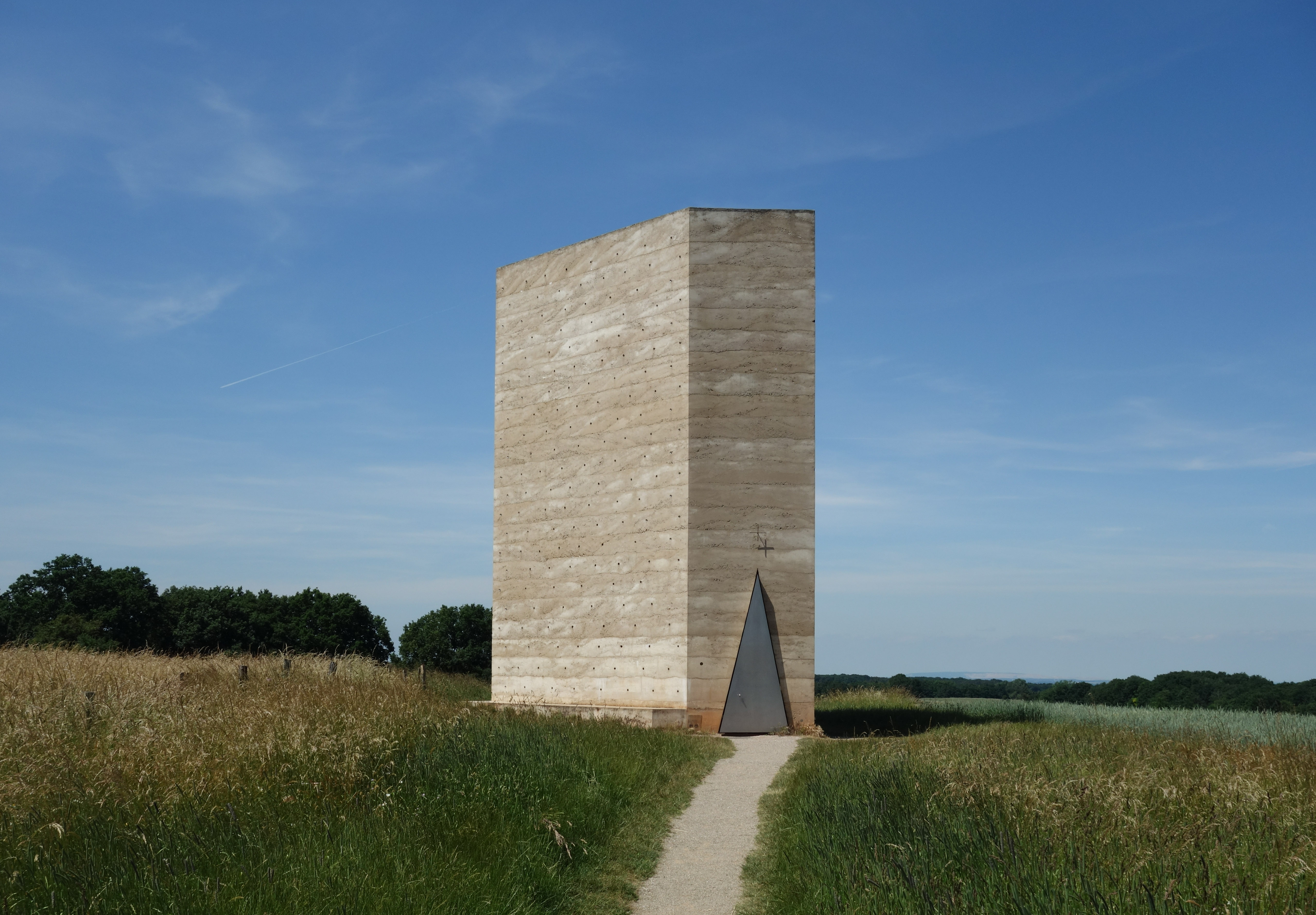
Capella del germà Klaus, Wachendorf
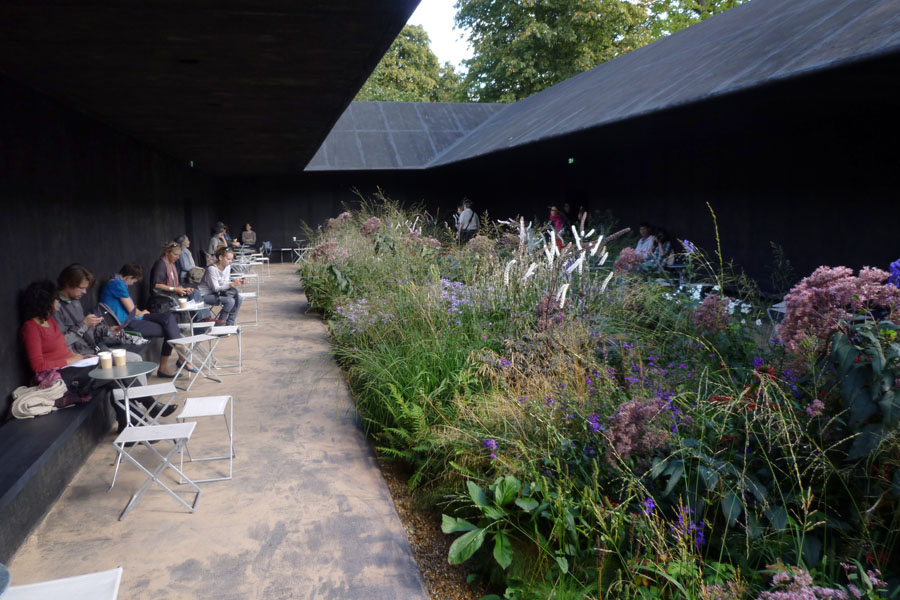
Pavelló a la Serpentine Gallery 2011, Londres
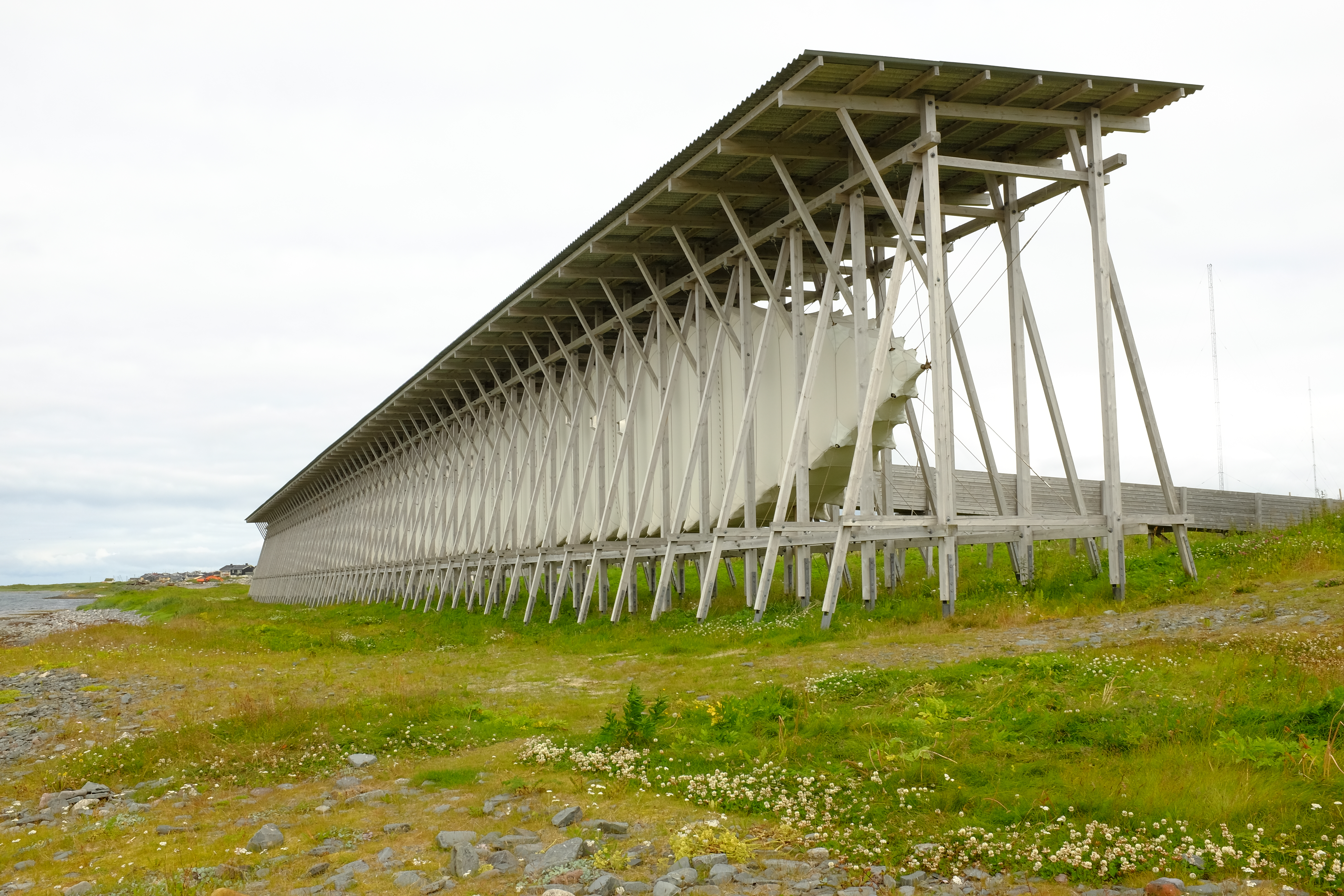
Memorial Steilneset per les víctimes de caça de bruixes, Vardø
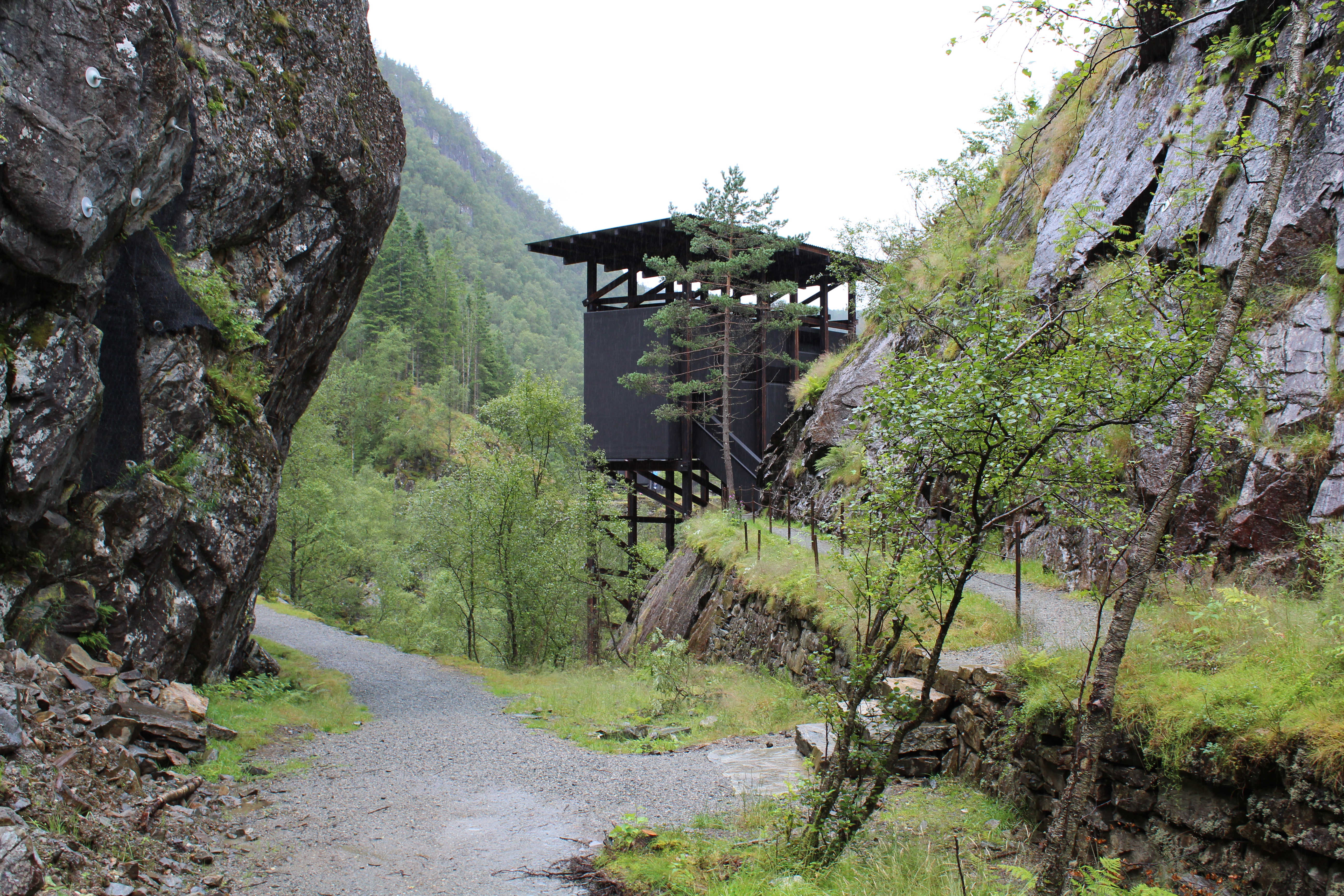
mina de zinc d'Allmannajuvet
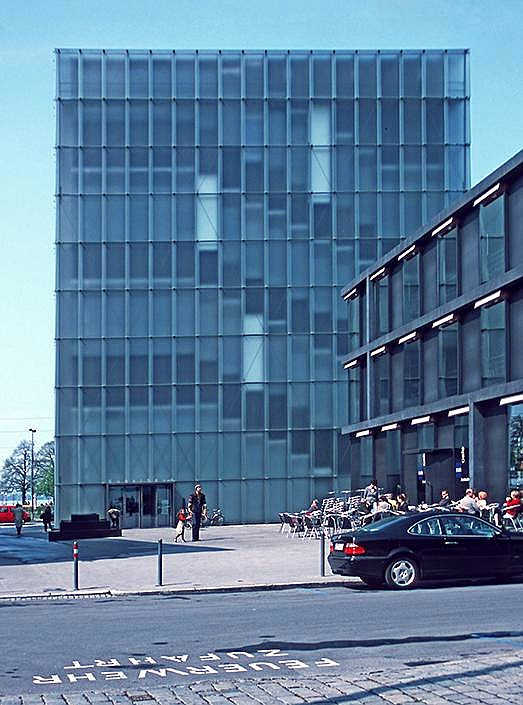
Museu d'Art de Bregenz

## Premis
- 1998: Premi d'Arquitectura Contemporània Mies van der Rohe[2]
- 1998: Premi d'Arquitectura Calsberg per la Kuntshaus de Bregenz i les Termes del Vals
- 2008: Praemium Imperiale, Japan Arts Association
- 2009: Premi Pritzker[1]
- 2013: Medalla d'or del RIBA